# 章謨
章谟（1573年—？），字道卿，號定泓，浙江湖州府德兴县匠籍，明朝政治人物。

## 生平
萬曆三十四年（1606年）丙午科浙江乡试举人，三十五年丁未科进士，礼部观政，三十六年二月授湖广钟祥知县，本年调清江县，四十一年升河间府同知，四十二年升南工部员外，四十三年升郎中，四十四年丁忧，四十七年补郎中。

## 家族
曾祖章文。祖父章珪。父章衮。母姚氏。慈侍下。弟訓、誌、詠。